# Ligne Aspropotamos–Spercheios

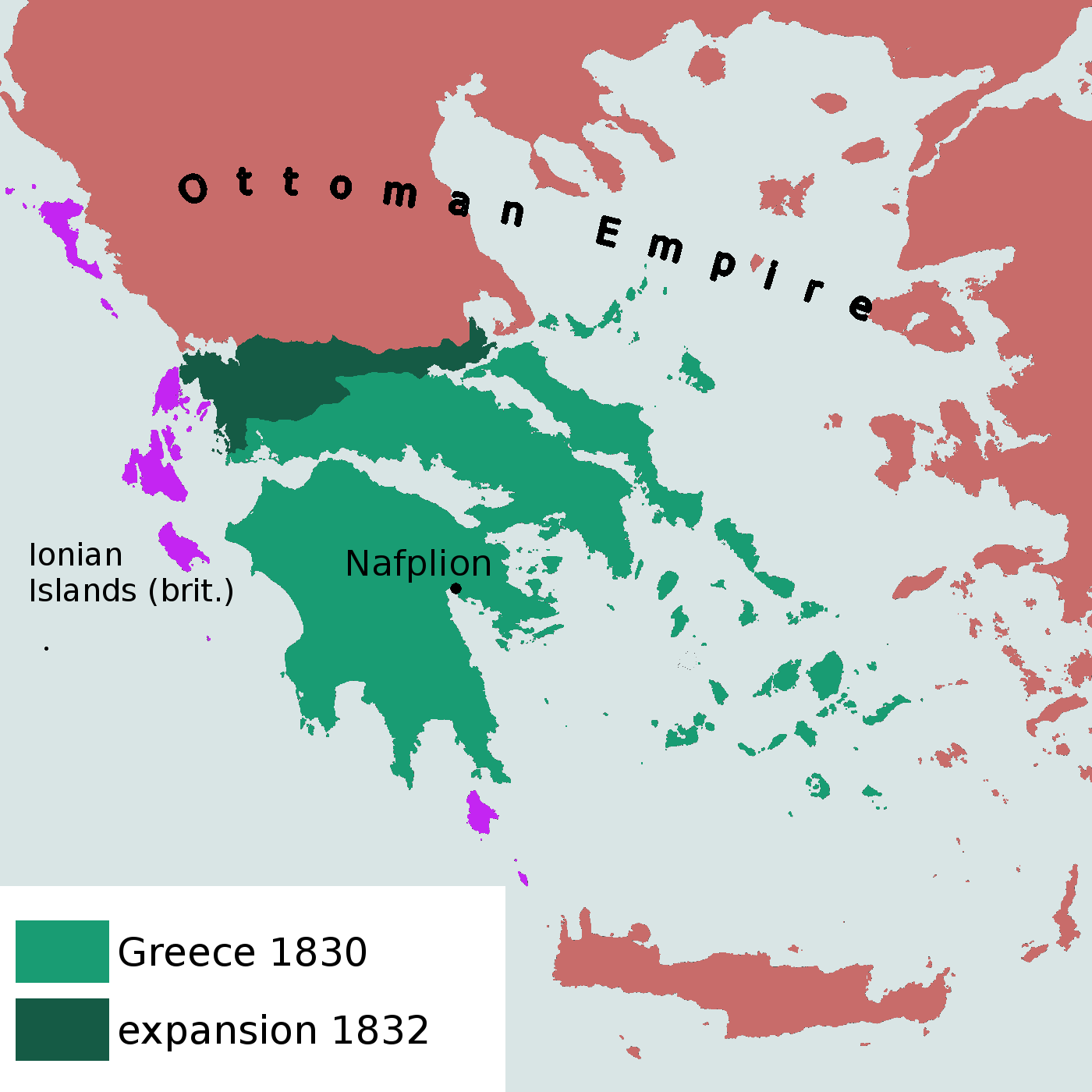
La ligne Aspropotamos–Spercheiosigne correspond à la limite entre le territoire en vert clair et celui en vert foncé.

La Ligne Aspropotamos–Spercheios ou ligne Achelöos–Spercheios (grec moderne : Γραμμή Ασπροποτάμου/Αχελώου - Σπερχειού) était la première frontière terrestre de la Grèce avec l'Empire ottoman, établie par le Protocole de Londres de 1830.

## Description
La frontière est décidée par les trois grandes puissances européennes de l'époque : le Royaume-Uni, l'Empire russe et le Royaume de France. La ligne commence dans le golfe de Patras à l'embouchure du fleuve Achelous (alors connu sous le nom de Aspropotamos), passe par le village d'Artotína le long de la crête du mont Oeta et atteint le golfe Maliaque à l'embouchure du fleuve Spercheios, en passant au sud de la ville de Zitouni (aujourd'hui Lamia), qui resterait entre les mains des Ottomans. L'île d'Eubée (Negroponte), les Sporades du Nord, Skyros et les Cyclades, y compris l'île d'Amorgós, sont placés sous le contrôle de la Grèce.
En 1832 est signé le Traité de Constantinople qui remplace la frontière de 1830 par une nouvelle ligne plus au nord reliant le Golfe Ambracien au Golfe Pagasétique (ou ligne Arta–Volos (en)) qui avait déjà été envisagée dans le Protocole de Londres de 1829.